# Ridge Racer 64
Ridge Racer 64 är ett spel i Ridge Racer-serien släppt till Nintendo 64 år 2000.